# Roger Martin du Gard
Roger Martin du Gard (Neuilly-sur-Seine, 23 marzo 1881 – Sérigny (Orne), 22 agosto 1958) è stato uno scrittore e poeta francese vincitore del Premio Nobel per la letteratura nel 1937.

## Biografia
Roger Martin du Gard nacque in una famiglia benestante di avvocati e magistrati; frequentò numerose scuole, tra le quali la prima fu nel 1892 l'"École Fénélon", poi fu allievo del "Liceo Condorcet".
La buona situazione economica gli concesse di dedicarsi alla letteratura, appassionandosi soprattutto ai feuilletons dell'epoca e ai libri di Émile Zola e di Jean Lorrain. La sua vocazione letteraria fu particolarmente precoce; si rese conto del suo dono leggendo il libro di Lev Tolstoj Guerra e Pace.
La sua famiglia lo affidò alle cure del precettore e insegnante Louis Mellerio, già docente a Janson-de-Sailly. Grazie al suo nuovo maestro, Martin du Gard allargò le sue conoscenze passando dai classici ai moderni e soprattutto imparò da Mellerio l'importanza della misura e della composizione controllata.
Per consolidare le sue abilità di scrittore, iniziò gli studi di Lettere, però poi non si laureò.
Si presentò allora alla École nationale des chartes con l'obiettivo di diventare archeologo, realizzando una tesi di laurea sull'Abbazia di Jumièges.
La storia antica, affrontata all'università, gli suggerì di architettare storie letterarie in cui i protagonisti fossero testimoni di fatti politici e della storia del proprio tempo.
Nel febbraio del 1906 si sposò con Hélène Foucault e, durante il viaggio di nozze, soggiornò nell'Africa Settentrionale. La coppia ebbe una figlia, Christiane, l'anno seguente.
In quegli stessi anni seguì lezioni cliniche di Gilbert Ballet à l'Hôtel Dieu, Babinski alla Pitié, Reymond alla Salpêtrière, Georges Dumas à Sainte-Anne.
Nel 1908 pubblicò il suo primo libro, Devenir, dopo aver rinunciato alla prosecuzione della scrittura dei tre grossi volumi intitolati Une vie de Saint. La pubblicazione nel 1913 di Jean Barois gli valse l'attenzione, e quindi l'amicizia, di André Gide e Jacques Copeau. 
Per il teatro Martin du Gard scrisse Le Testament du père Leleu, una "farsa popolare" che venne rappresentata al Théâtre du Vieux-Colombier e che contribuì a ispirare Giacomo Puccini e Giovacchino Forzano nella scrittura del Gianni Schicchi.
Partecipò come soldato alla prima guerra mondiale. Quando questa terminò, cominciò la scrittura della Saga dei Thibault, la sua opera magna. Frutto di una gestazione lunga quasi vent'anni e ricca di ripensamenti ben esemplificati dalla figura centrale dei due fratelli, uno rappresentante la vita borghese e il rispetto delle regole, l'altro invece la libertà e la rivolta. Nel 1930 pubblicò Confidence africaine, racconto di un incesto tra fratello e sorella. Ebbe una fitta corrispondenza con molti intellettuali del suo tempo come André Gide, Eugène Dabit, Jacques Copeau, Jean-Richard Bloch.
Ricevette il Premio Nobel per la Letteratura nel 1937. Alla cerimonia di premiazione il suo discorso rifletté chiaramente l'intenzione del libro di scongiurare l'orrore della guerra, ricordando che essa aveva causato nove milioni di morti. La vincita del Nobel attirò sull'autore le attenzioni e gli apprezzamenti dei critici.
Passò la maggior parte della seconda guerra mondiale a Nizza, ove cominciò a elaborare il racconto Diario del coronel de Maumort, non completato, che verrà pubblicato postumo. Questa pubblicazione, come altre anch'esse postume (corrispondenze, diari, inediti più brevi), rende più complessa la sua figura che non è dunque legata solo alla saga dei Thibault.
Morì nel 1958 e venne sepolto al cimitero di Cimiez, un sobborgo di Nizza.

## Opere
- - Devenir, 1908, 

Firma di Martin du Gard

    - L'avvenire, trad. Giulia Brugiotti,  Milano: Lucchi, 1938

  - L'Une de Nous, 1909
  - Jean Barois, 1913, 1928, 2003 (Folio Gallimard n. 218);
    - Giovanni Barois, trad. Franco Invernizzi, Milano: Aurora, 1937; Jean Barois, trad. Francesco Francavilla, Firenze: Parenti, 1956; Jean Barois in R. Martin du Gard : premio Nobel per la letteratura 1937, trad. Francesco Mezzanotte, Milano: Fabbri, 1967

  - Le Testament du père Leleu: farce paysanne en trois actes, 1920, 1938
  - Les Thibault I: Le Cahier gris, 1922
  - Les Thibault II: Le Pénitencier, 1922
  - Les Thibault III: La Belle Saison, 2 voll., 1923
  - L'Abbaye de Jumieges con Louis-Marie Michon, 1927
  - Les Thibault IV: La Consultation, 1928
  - La Gonfle: farce paysanne fort facétieuse sur le sujet d'une vieille femme hydropique, d'un sacristain, d'un vétérinaire et d'une pompe à bestiaux, 1928, 2005
  - Les Thibault V: La Sorellina, 1928, 2003 (Folio n. 3937, contiene anche i precedenti voll. della serie)
  - Noizemont-les-Vierges, 1928
  - Les Thibault VI: La Mort du père, 1929
  - Confidence africaine, 1931, 1949, 1995 
    - Confessione africana, trad. di Ena Marchi, Milano, Adelphi, 1992

  - Un taciturne: pièce en trois actes, 1932
  - Vieille France, 1933, 1974 (Folio n. 540)
  - Les Thibault VII: L'Été 1914, 3 voll., 1936, 2003 (Folio n. 3938, contiene il vol. VI e parte del VII)
  - Les Thibault VIII: Épilogue, 1940, 2003 (Folio n. 3940, contiene anche il finale del vol. VII); trad. di Camillo Sbarbaro, I Thibault, 2 voll., Milano: Mondadori, 1951; con prefazione di Carlo Bo, 2 voll., Torino: Utet, 1966 (ampia antologia da tutti i voll.)
  - Jacques Thibault: récit composé de textes choisis dans "Les Thibault" par Marcel Lallemand avec la collaboration de l'auteur, 1946 (breve antologia)
  - Notes sur André Gide: 1913-1951, 1951
  - Œuvres complètes, Bibliothèque de la Pléiade, 2 voll. (nn. 113-114), prefazione di Albert Camus, 1955
  - Correspondance avec André Gide 1913-51, 2 voll., a cura di Jean Delay, 1968
  - Correspondance avec Jacques Copeau 1913-49, 2 voll., a cura di Claude Sicard, 1972
  - Correspondance: 1913-28, a cura di Claude Sicard, 1972
  - Correspondance: 1929-49, 1972
  - Correspondance générale I: 1896-1913, a cura di Jean-Claude Airal e Maurice Rieunau, 1980
  - Correspondance générale II: 1914-1918, 1980
  - Le Lieutenant-colonel de Maumort, Bibliothèque de la Pléiade (n. 310), a cura di André Daspre, 1983
  - Correspondance générale III: 1919-1925, 1986
  - Correspondance générale IV: 1926-1929, 1987
  - Temoins d'un temps troublé: Roger Martin du Gard, Georges Duhamel: correspondance, 1919-1928, a cura di Arlette Lafay, 1987
  - Correspondance générale V: 1930-1932, 1988
  - Cahiers Roger Martin du Gard, n. 1, 1989, e successivi con uscita irregolare
  - Correspondance générale VI: 1933-1936, a cura di Pierre Bardel e Maurice Rieunau, 1990
  - Lettres de confiance a Jean Morand: 1938-1957, 1991
  - Journal I: Textes autobiographiques 1892-1919, a cura di Claude Sicard, 1992
  - Correspondance générale VII: 1937-39, 1990
  - Journal II: 1919-1936, 1993
  - Journal III: 1937-1949; Textes autobiographiques 1950-1958, 1993
  - L'écrivain et son journal, 1996
  - Correspondance générale VIII: 1940-1944, a cura di Bernard Duchatelet, 1997
  - Correspondance croisée ou l'histoire d'une amitié manquée, con Roger Honnert, 2000
  - Eugène Dabit e Roger Martin du Gard, Correspondance I: 1927-29, a cura di Pierre Bardel, 2000
  - Eugène Dabit e Roger Martin du Gard, Correspondance II: 1930-36, 2000
  - Le Cahier Gris, a cura di Jean-Claude Lebrun, 2000
  - Jean Tardieu e Roger Martin du Gard Lettres croisées, 1923-1958, con a cura di Claude Debon, 2003
  - Jacques de Lacretelle e Roger Martin du Gard, Correspondance 1922-1958, a cura di Alain Tassel, 2003
  - Théâtre et cinéma, 2005
  - Correspondance générale IX: 1945-1950, 2006
  - Correspondance générale X: 1951-1958, 2006
  - I Thibault, trad. di Camillo Sbarbaro, 2 voll., con prefazione di Carlo Bo, Milano: Mondadori, 1951;
  - Le opere, I Thibault 2 voll., a cura di Carlo Bo, Club degli Editori. 1964
  - Le opere - Roger Martin du Gard, 2 voll., introduzione di Carlo Bo, Torino, UTET 1966, 1979.